# 特時泰國際
特時泰國際集團有限公司（除牌當時為0467.HK），曾是香港交易所上市。1980年由盧昭紅女士創立，到1992年上市，主要生產紡織產品業務，1997年，由東方集團股東張宏偉收購，把由東潤拓展集團取代上市，再到現時聯合能源集團，原因是紡織業務於競爭加劇。

## 連結
- 聯合能源集團有限公司 由webb-site.com提供
- 特時泰有限公司 由hktdc.com提供